# Pritha heikkii
Pritha heikkii är en spindelart som beskrevs av Michael Ilmari Saaristo 1978. Pritha heikkii ingår i släktet Pritha och familjen Filistatidae.
Artens utbredningsområde är Seychellerna. Inga underarter finns listade i Catalogue of Life.